# Secret Messages
Secret Messages – jedenasty album brytyjskiej grupy muzycznej Electric Light Orchestra.
Płyta ta planowana była jako podwójny album, ale wytwórnia płytowa zespołu stwierdziła, że podwójna płyta winylowa będzie za droga (przyczyną był kryzys naftowy z początku lat osiemdziesiątych). Album został nagrany cyfrowo i miał być pierwszą płytą kompaktową grupy. Sześć utworów z planowanego podwójnego albumu pojawiło się później na stronach B singli i w Box secie Afterglow, w tym kompozycja, którą wielu fanów uważa za najlepszą, jaką stworzył Jeff Lynne – ośmiominutowy utwór na cześć jego rodzinnego miasta, zatytułowany „Hello My Old Friend”. Niektóre utwory pojawiły się także na ponownym wydaniu płyty z roku 2001. Piosenka „Endless Lies” została zmieniona i pojawiła się na kolejnej płycie zespołu – Balance of Power, oryginalna wersja została umieszczona na remasterze z roku 2001.
W albumie jest wiele ukrytych wiadomości, co było odpowiedzią na zarzuty o ukrytych, satanistycznych przekazach w poprzednich płytach grupy.
W Wielkiej Brytanii zostały wydane trzy single z tego albumu: „Rock'n'Roll Is King”, „Secret Messages” i „Four Little Diamonds”.
W USA singlami były „Rock'n'Roll Is King”, „Four Little Diamonds” i „Stranger”.

## Spis utworów
Wszystkie utwory napisane przez Jeffa Lynne
1. „Secret Messages” – 4:44
2. „Loser Gone Wild” – 5:27
3. „Bluebird” – 4:13
4. „Take Me On and On” – 4:57
5. „Time After Time” – 4:01 (utwór ten nie znalazł się na płycie winylowej)
6. „Four Little Diamonds” – 4:05
7. „Stranger” – 4:27
8. „Danger Ahead” – 3:52
9. „Letter From Spain” – 2:51
10. „Train Of Gold” – 4:20
11. „Rock'n'Roll Is King” – 3:49

Dodatkowe utwory na wydaniu z 2001 roku:
1. „No Way Out” – 3:28
2. „Endless Lies” – 3:26
3. „After All” – 2:23

### Planowany spis utworów na podwójnym albumie
Strona A
1. „Secret Messages” – 4:44
2. „Loser Gone Wild” – 5:27
3. „Bluebird” – 4:13
4. „Take Me On and On” – 4:57

Strona B
1. „Stranger” – 4:27
2. „No Way Out” – 3:28
3. „Beatles Forever” – 4:31
4. „Letter from Spain” – 2:51
5. „Danger Ahead” – 3:52

Strona C
1. „Four Little Diamonds” – 4:05
2. „Train Of Gold” – 4:20
3. „Endless Lies” – 3:30
4. „Buildings Have Eyes” – 3:55
5. „Rock 'n' Roll is King” – 3:07

Strona D
1. „Mandalay” – 5:19
2. „Time After Time” – 4:01
3. „After All” – 0:37
4. „Hello My Old Friend” – 7:47

## Twórcy
- Jeff Lynne – śpiew, gitara, syntezator, fortepian, perkusja
- Bev Bevan – instrumenty perkusyjne
- Richard Tandy – syntezatory, fortepian, fortepian elektryczny, harmonijka ustna
- Kelly Groucutt – gitara basowa, śpiew
- Mik Kaminski – skrzypce
- Dave Morgan – śpiew